# 孫陀羅難陀

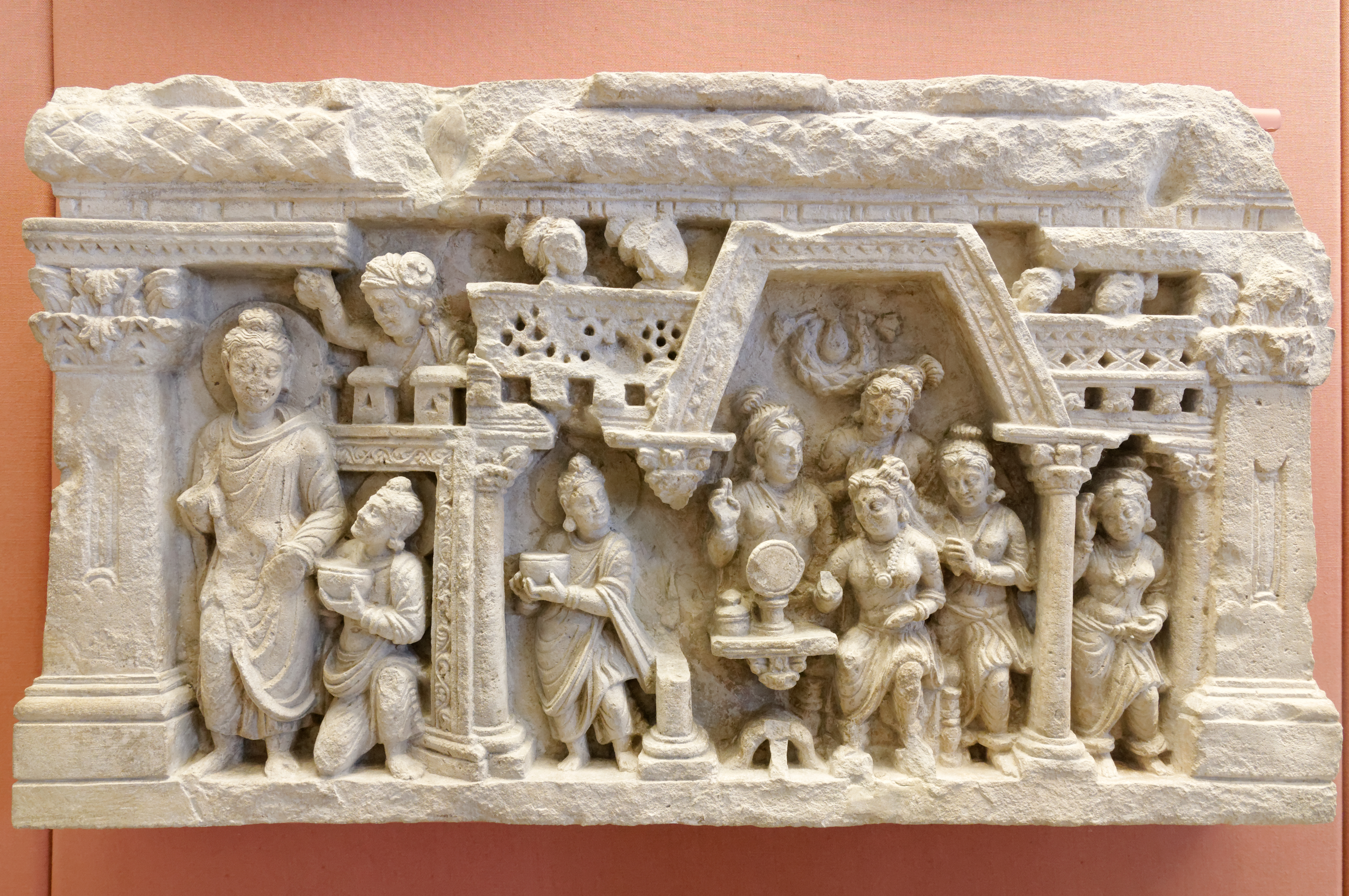
孫陀羅難陀出家

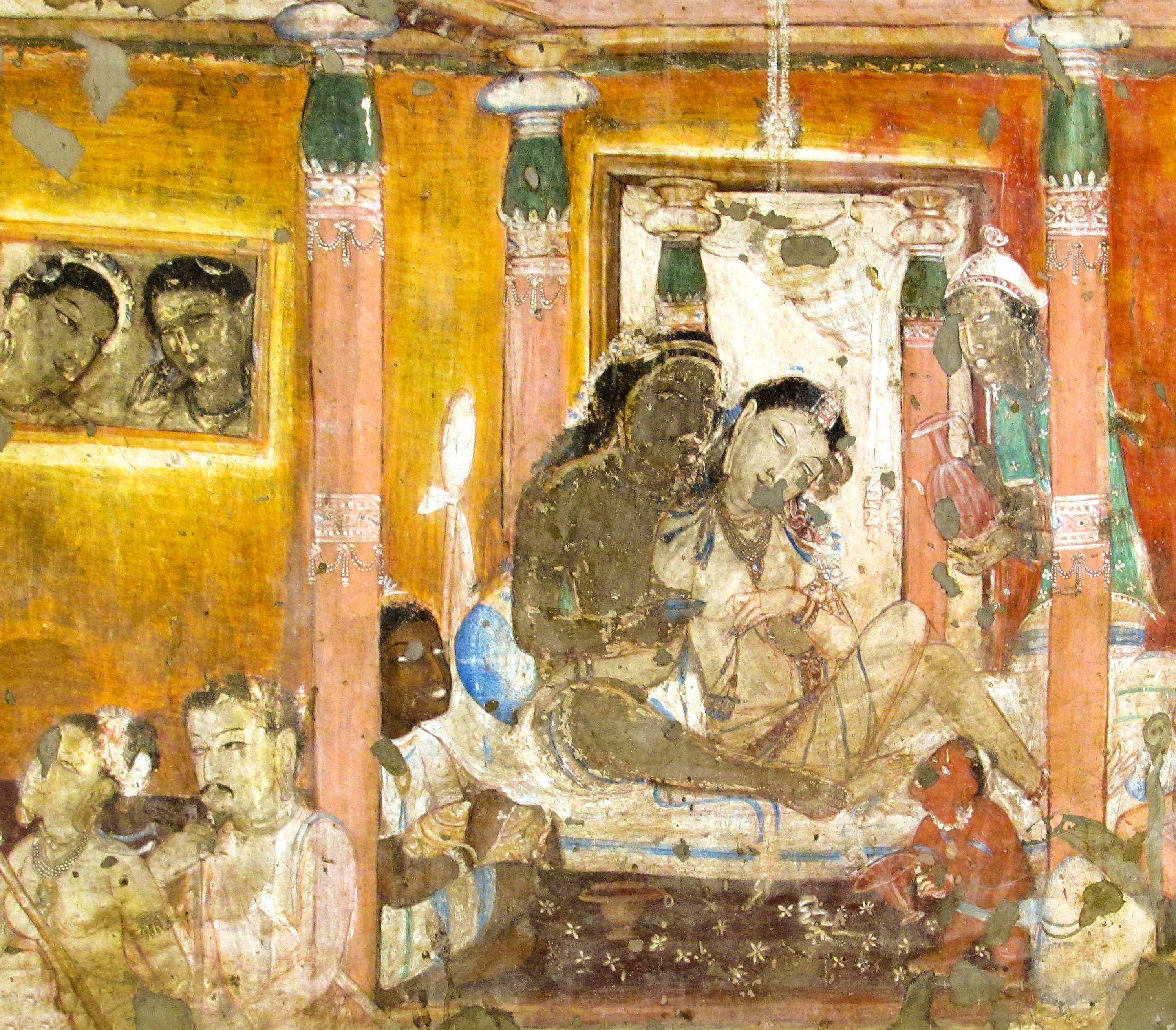
孫陀羅難陀在家時生活

孫陀羅難陀為摩訶波闍波提夫人與淨飯王之子，佛陀同父異母的弟弟，簡稱難陀。孫陀羅為妻子的名字，冠妻姓。難陀並非佛陀的侍者阿難，阿難是白飯王之子，提婆達多之弟，佛陀的堂弟。此兩人因中文翻譯相似，故常常混淆。
難陀非常喜愛他的妻子，但當哥哥證得等正覺者佛陀而回國後，因為自小對哥哥就有著無比的崇敬與欽佩，所以就隨佛陀出家了。雖然難陀已出家，但是仍然難對美麗的妻子忘懷，經過時間的過去，還是不敵慾望的誘惑，遂向佛陀告知此事，欲求還俗。佛陀聽了以後，便揹著難陀使用神通力至天界，讓難陀看到比他妻子更美麗的天界的仙女們，並告知如果持續地精進修行，將來入滅後便可擁有此群仙女長相作伴，故以此善巧成功地阻止了難陀的還俗。當時此事被比丘僧團某些比丘知道了，有些比丘便對難陀加以責難，難陀便產生了羞愧心，並了解如此的修行的確動機不純，之後，便離群獨自精進修行，不久後，便證得了阿羅漢果。